# David Boriszovics Rjazanov
David Boriszovics Rjazanov (születési neve: David-Szimha Zelman-Berovics Goldendach; oroszul: Давид-Симха Зельман-Берович Гольдендах; Odessza, 1870. február 26. – Szaratov, 1938. január 21.) orosz forradalmár, szakszervezeti vezető, marxista teoretikus, levéltáros, akadémikus. A Marx–Engels Intézet alapító igazgatója volt 1919-ben. 1938-ban a sztálini terror áldozata lett.

## Élete és munkássága
Tizenhárom gyermekes odesszai zsidó családban született. 17 éves korában csatlakozott a narodnyik mozgalomhoz. Mozgalmi nevét Vaszilij Alekszejevics Szlepcov orosz író egyik hőséről választotta. Aktívan bekapcsolódott az odesszai munkások körében végzett politikai munkába.
1889-ben és 1891-ben külföldi utakat tett, amelyek során találkozott különböző emigráns orosz marxista csoportokkal. Második útja után hazatérésekor az Ohrana a határon letartóztatta. 15 hónapot töltött börtönben a tárgyalására várva, majd négy év kényszermunkára és száműzetésre ítélték. Büntetésének letöltése után további három évre rendőri felügyelet alá helyezték a besszarábiai Kisinyov városában.
1900-ban emigrált. Berlinben megalapította a Borba nevű irodalmi csoportot, amelynek vitái voltak Lenin pártszervezési elveivel. 1903-ban az Oroszországi Szociáldemokrata Munkáspárt Brüsszelben megrendezett második kongresszusának munkájából a Borba csoportot kizárták, és Rjazanov sem vehetett részt azon.
Rjazanov vezette be az orosz marxista politikai irodalomba a permanens forradalom koncepcióját Genfben publikált három tanulmányában. Plehanovval vitázva amellett érvelt, hogy az oroszországi kapitalista fejlődés alapvetően eltért a nyugat-európaitól; a nagy tőkekoncentráció és a gyenge középosztály lehetőséget nyújt arra, hogy a cárizmus elleni felkelés közvetlenül menjen át a szocialista forradalomba.
Az 1905-ös orosz forradalom kitörése után nem sokkal visszatért Oroszországba és Péterváron végzett szakszervezeti munkát. A felkelés leverése után letartóztatták és 1907-ben újra száműzték.
Elítélése után újra Nyugatra emigrált. Ekkoriban elsősorban a marxista munkásmozgalom, az I. Internacionálé és Németország Szociáldemokrata Pártja történelmét tanulmányozta. A londoni British Museumban összegyűjtötte Karl Marx és Friedrich Engels újságírói munkásságának jelentős részét a New York Tribune és más lapok archívumaiból. Eredményeit 1917-ben könyv alakjában publikálta, ami megerősítette tekintélyét a marxisták körében.
Száműzetésének ebben a szakaszában szorosan együttműködött Lev Davidovics Trockijjal, rendszeresen közölt írásokat az ő Bécsben megjelenő újságjában, a Pravdában. Trockij szervezete, az úgynevezett területköziek ebben az időben egyetértett a bolsevikok internacionalista nézeteivel, de vitázott velük szervezeti kérdésekben, és együttműködést keresett a mensevik tábor forradalmi irányzatú tagjaival.
Rjazanov részt a II. Internacionálé 1915-ös zimmerwaldi konferenciájának munkájában. Elutasította az európai munkáspártoknak az egymás ellenében is az első világháborút támogató úgynevezett szociális patriotizmusát, de a bolsevikok forradalmi defetizmusát is.
Az első világháború idején Párizsban élt, ahol gyakran publikált az orosz nyelvű Golosz (A Hang) és a Nase Szlovo (A Mi Szavunk) szocialista lapokban.

### Az 1917-es februári forradalom után
Rjazanov az 1917-es februári orosz forradalom után visszatért Oroszországba. Bekapcsolódott az erősödő orosz szakszervezeti mozgalomba, részt vett a vasutasok szakszervezetének létrehozásában.
1917 augusztusában a „területköziek” csoportjával együtt csatlakozott a Lenin által vezetett bolsevik párthoz. Az 1917-es októberi orosz forradalommal nem értett egyet, szélesebb koalíciós kormány létrehozását szerette volna. Ellenezte az 1917-ben létrehozott Oroszországi Alkotmányozó Nemzetgyűlés 1918 januári feloszlatását is.
1918-ban a bolsevikok által aláírt breszt-litovszki béke miatt kilépett a pártból, azonban hamarosan újra kérte és elnyerte felvételét.
1918-ban részt vett a Társadalomtudományok Szocialista Akadémiájának létrehozásában, ami később a Kommunista Akadémia nevet kapta és 1936-ig működött.
1920-ban Rjazanov az orosz delegáció tagjaként részt vett a Kommunista Internacionálé második kongresszusán.
A párton belüli vitákban gyakran foglalt el az uralkodó nézetektől eltérő álláspontot. 1921-ben az összorosz szakszervezeti kongresszuson a szakszervezeteknek a kommunista párttól való függetlensége mellett szólalt fel. Mihail Pavlovics Tomszkij kommunista szakszervezeti vezetővel együtt fellépett azért, hogy a munkások természetbeni fizetést kapjanak az elértéktelenedő pénz helyett, ami szembeállította őt Leninnel, Sztálinnal és a párt központi bizottságával.
Boris Souvarine francia kommunista vezető később úgy értékelte Rjazanov aktivitását ebben az időszakban, mint a tudatos marxista, demokratikus kommunista tevékenységét, aki ellenzi a pártnak a proletariátus feletti diktatúráját. Rjazanov különutas tevékenysége, a szakszervezeti autonómia védelme azonban azt eredményezte, hogy 1921 májusa után gyakorlatilag kizárták a párt felső vezetéséből. Rjazanov visszavonult az elméleti munkába, ekkor vette fel a marxista teoretikus szerepét.
1921-benmegalapította a Marx-Engels Intézetet, a ami a szovjet filozófia és történettudomány vezető intézménye lett. Személyesen elsősorban Marx és Engels írásainak sajtó alá rendezésével foglalkozott. 1926-ban megkezdte egy többkötetes sorozat kiadását Marx-Engels Archívum név alatt. 1927-ben indították meg a két szerző összes művének eredeti nyelven történő publikálását (Marx-Engels-Gesamtausgabe,  MEGA1) az első kötettel. A sorozatot 42 kötetre tervezték. 1931-ig öt kötetet adtak ki Rjazanov irányításával, majd később még hetet, mielőtt felhagytak a projekttel a 30-as évek közepén. 1928-ben megindították Marx és Engels összegyűjtött műveinek orosz nyelvű kiadását, amit 28 kötetre terveztek (Sochineniya1). Ezekből tíz jelent meg 1931-ig. (A sorozat kiadását 1947-ben fejezték be.).
Rjazanov számos más szerző munkáit is szerkesztette, köztük Diderot, Feuerbach, és Hegel műveit. Tagja volt az októberi forradalom és a szovjet kommunista párt történetét tanulmányozó bizottságnak (Istpart).
1929-ben Rjazanovot a párt vezetésének döntése alapján beválasztották a Szovjetunió Tudományos Akadémiája tagjai sorába, bár kérte, hogy tekintsenek el ettől. 1930 márciusában hivatalosan megünnepelték hatvanadik születésnapját, gyűjteményes kötetet adtak ki ebből az alkalomból és kitüntették őt a Munka Vörös Zászló Érdemrendjével.

## Üldöztetés
1930 decemberében a Marx–Engels intézet egyik kutatóját, Iszaak Iljics Rubint letartóztatták és azzal vádolták meg, hogy földalatti mensevik tevékenységet folytat. Rubint sokáig ellenállt a hamis vádaknak, de később a kínzások hatására „bevallotta” hogy egy „mensevik központ” ügyében együttműködött Rjazanovval. Ezután egy kirakatperben öt évre ítélték, majd a vallomása alapján elkezdték felépíteni a vádat Rjazanov ellen is, akit 1931 februárjában elmozdítottak a Marx–Engels Intézet éléről. A 14 közgazdász ellen lefolytatott úgynevezett 1931-es mensevik per után Rjazanovot is kizárták a pártból és letartóztatták.
Rjazanov számára ezután Szaratovban jelöltek ki kényszerlakhelyet, ahol aztán hat évig dolgozott az egyetemi könyvtárban. A  Marx–Engels Intézetet pedig a Lenin Intézettel összevonva 1931-ben létrehozták a Marx-Engels-Lenin Intézetet.
1937-ben, a nagy tisztogatás idején Rjazanovot újra letartóztatták, mint trockistát. 1938 január 21-én a Szovjetunió Legfelsőbb Bíróságának Katonai Kollégiuma gyorsított eljárásban halálra ítélte és az ítéletet még aznap végrehajtották.

## Elismerés
1958-ban rehabilitálták, büntetését semmissé nyilvánították. 1989-ben, a glasznoszty keretében visszamenőleg politikailag is elismerték tevékenységét.
Az utókor Rjazanov legnagyobb eredményének a marxizmus klasszikusai korábban kiadatlan munkáinak felkutatását, nyomda alá készítését és kiadását tartja. Ezek közül a legfontosabbak A német ideológia, a Gazdasági-filozófiai kéziratok 1844-ből egyes részei, A hegeli jogfilozófia kritikájához valamint A természet dialektikája voltak.
Számos önálló írása közül hézagpótló jellegű a magyarul csak a rendszerváltás idején megjelent tanulmánya: Karl Marx Oroszország európai hegemóniájának eredetéről, amelyben vitatkozik Marx Leleplezések a 18. század diplomáciatörténetéről című művének sok állításával.

## Fordítás
- Ez a szócikk részben vagy egészben  a   David Riazanov című angol Wikipédia-szócikk ezen változatának fordításán alapul.  Az eredeti cikk szerkesztőit annak laptörténete sorolja fel. Ez a jelzés csupán a megfogalmazás eredetét és a szerzői jogokat jelzi, nem szolgál a cikkben szereplő információk forrásmegjelöléseként.
- Ez a szócikk részben vagy egészben  a(z)   Рязанов, Давид Борисович című orosz Wikipédia-szócikk ezen változatának fordításán alapul.  Az eredeti cikk szerkesztőit annak laptörténete sorolja fel. Ez a jelzés csupán a megfogalmazás eredetét és a szerzői jogokat jelzi, nem szolgál a cikkben szereplő információk forrásmegjelöléseként.